# Луч (Краснодарский край)
Луч — посёлок в Лабинском районе Краснодарского края.
Административный центр Лучевого сельского поселения.

## География
Луч расположен на небольшой речке Грязнуха, в 6 км к востоку от райцентра Лабинска. Ближайшие населённые пункты: посёлки Новолабинский, Мирный и хутор Северный.

## Население
| 2002 | 2010 |
| ---- | ---- |
| 261  | ↘259 |

## Улицы
- ул. Кирпичная,
- ул. Кирпичный завод,
- ул. Макаренко,
- ул. Республиканская,
- ул. Седина.